# Heriades capicola
Heriades capicola är en biart som beskrevs av Embrik Strand 1912. Heriades capicola ingår i släktet väggbin, och familjen buksamlarbin. Inga underarter finns listade i Catalogue of Life.